# 馬島長喙天蛾
馬島長喙天蛾，又名非洲長喙天蛾、馬達加斯加長喙天蛾，是天蛾科的一个物种，分布於非洲東部。

## 習性與特徵

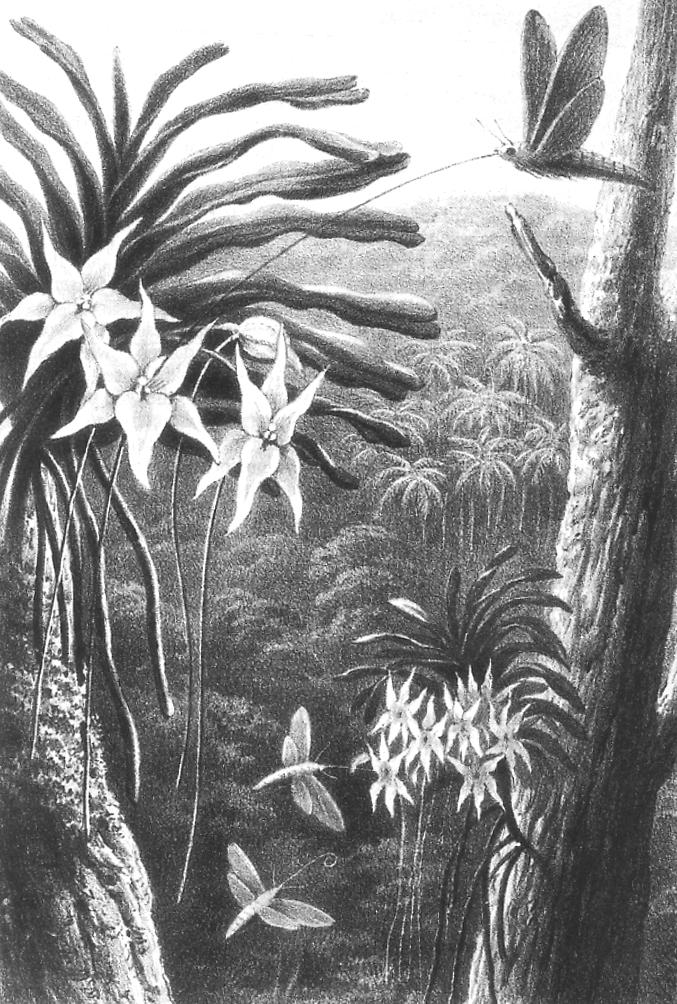
華萊士在1867年所繪的想像圖，「假設」某種蛾類能為大彗星蘭授粉，30多年後果然發現長喙天蛾的存在

馬島長喙天蛾最顯著的特徵就是那演化出超長的口器，體色大部分為褐色，身上有許多黑色條紋。授粉方式是飛到花的附近，同時將口器伸進花裡。幼蟲則以番荔枝、紫玉盤與木瓣樹等番荔枝科植物為食。

## 異名
除了馬達加斯加島外，馬島長喙天蛾在辛巴威與馬拉威也有分布，在早期，馬島長喙天蛾被分為兩個亞種：分布於非洲大陸的族群與馬達加斯加島上的族群（Xanthopan morganii praedicta），直到後來，這兩個亞種才被確定是同一個族群。

## 發現
在1830年代，法國植物學家Louis-Marie Aubert du Petit-Thouars發現了大彗星蘭，其蜜管的長度將近30公分，這點令科學家不禁懷疑，怎麼可能會有動物能幫這種植物授粉？生物學家查爾斯·達爾文在1862年的著作《蘭花的授粉》(Fertilisation of Orchids)，對這種植物做出了「在有這種植物生長的地方一定有某種長舌（或口器）生物能替其授粉」的假設，後來在1903年昆蟲學家真的發現了馬島長喙天蛾，確定這種生物能幫大彗星蘭授粉。
馬島長喙天蛾同種異名中的praedicta在拉丁文中有「預測」之意，指的就是查爾斯·達爾文對大彗星蘭作的推論。

## 外部連結
- Xanthopan （页面存档备份，存于）